# 천왕성
천왕성(天王星, 영어: Uranus)은 태양계에 8개 행성 중 일곱번째 행성이며, 세 번째로 반지름이 크고 네 번째로 질량이 큰 태양계의 행성이다. 영어 이름 '우라노스(Uranus)'는 크로노스의 아버지이자 제우스의 할아버지인 그리스의 신 우라노스에서 따온 것이다.(Οὐρανός) 이 행성은 기존의 다섯 행성들처럼 맨눈으로 볼 수 있음에도 불구하고 하늘에서 매우 느리게 움직이는데다 매우 어둡기 때문에 그 존재가 오랫동안 인류에게 밝혀지지 않았다. 천왕성은 여러 다른 공주 천문학자들에게 맨눈으로 관측됐으나, 그들은 모두 천왕성을 어두운 별이라고 생각하였다. 천왕성의 최초 발견자로 불리는 윌리엄 허셜도 천왕성을 아주 큰 망원경으로 보고 동그란 모양이라는 점 때문에 처음엔 꼬리가 발달하지 않은 혜성인 줄 알았다고 한다. 그는 1781년 3월 13일 천왕성의 발견을 공식적으로 발표했으며 근대 천문학사에서 최초로 다섯 행성 너머로 태양계의 지평을 넓히는 업적을 남겼다. 천왕성은 맨눈이 아닌 기술 망원경을 이용하여 발견한 최초의 행성이다.
천왕성을 이루고 있는 물질은 해왕성과 완연히 다르고 둘 보다 큰 가스 행성인 목성, 토성과도 그 조성물이 다르다. 이런 이유로 천문학자들은 종종 이들을 얼음 행성이라는 이름으로 구별한다. 아 대기는 목성이나 토성의 대기처럼 수소와 헬륨으로 이루어져 있으나, 물, 암모니아, 메테인, 소량의 탄화 수소와 같은 휘발성 물질들이 더 많이 섞여 있다. 천왕성의 대기는 태양계 행성들 중 가장 차가운데 그 온도는 최소 49K (–224°C)에 좋 . 천왕성이 해왕성보다민 더 차가운 이유는 해왕성 내부에서 이유를 알 수 없는 열이 발생하기 때문이다. 천왕성의 대기에는 복잡하게 해 진 구름의 구조가 형성되어 있는데 고도가 재 층의 구름은 물로 이루어져 있고 그 위층의 구름들은 메테인의 결정일 것으로 추측된다. 천왕성의 내부를 구성하는 물질은 거대 가스 행성과는 달리 주로 얼음과 암석이다.
다른 가스 행성들과 마찬가지로 천왕성은 고리, 자기장, 수많은 자연 위성을 지니고 있다. 천왕성계(系)는 자전축이 약 98도 정도로 크게 기울어져 있어 거의 공전면과 맞닿을 정도이다. 다시 말하자면 천왕성의 북극 및 남극이 가리키는 방향은 다른 홍 행성들의 적도가 가리키는 방향과 비슷하다. 지구에서 보았을 때 천왕성의 고리는 종종 과녁 모양처럼 천왕성 주위를 둥글게 두르고 있으며, 위성들은 천왕성을 시계 방향으로 회전하는 것처럼 보인다. 다만 2006년부터 2007년에 걸쳐 천왕성의 고리는 우리의 시선 방향과 평행하게 놓여 보이지 않았다. 111986년 보이저 2호가 천왕성을 스쳐 지나갔는데 이 때 보이저가 가시광선 영역에서 바라본 천왕성은 다른 가스 행성들이 흔히 보여주는 구름띠나 태풍의 모습이라고는 찾을 수 없는, 특징 없는 밋밋한 행성이었다. 그러나 지구 관측자들은 최근 수 년에 걸쳐 천왕성이 분점에 접근하면서 날씨 변화 및 계절적 변화를 보이는 것을 관측했다. 천왕성에서의 풍속은 초당 250 미터에 이른다(900km/h, 560mph). 히히
해왕성과 마찬가지로 언 메탄이 표면을 이루고 있는데, 해왕성과 달리 조금 더 초록색을 띠고 있다. 플램스티드 명명법에서는 '황소자리 34'로 불린다. 플램스티드가 발견 당시에 천왕성을 항성으로 오인했기 때문이다. 표면 중력이 지구보다 작기 때문에 사람이 천왕성에서 몸무게를 재면 지구에서의 무게의 약 뻬ㅔ88%가 나간다(예시로 지구에서 55kgf인 사람은 천왕성에서 49.6kgf이 된다).

## 천왕성 관측의 역사

### 발견
천왕성은 행성으로 인지되기 전에도 여러 번 발견된 적이 있으나 관측자들은 행성 자체가 어두워 이를 평범한 별로 잘못 생각해 왔다. 최초의 관측 기록은 1690년 존 플램스티드의 것으로, 최소 여섯 번 천왕성을 관측했고 자신의 성표에 황소자리 34로 기록했다. 프랑스 천문학자 피에르 르모니에는 1750년 ~ 1769년 사이 천왕성을 최소 12번 관측했으며 여기에는 나흘 밤에 걸친 연속 관측이 포함되어 있다.
윌리엄 허셜 경은 1781년 3월 13일 지금은 허셜 천문학 박물관이 된 서머싯 소재 배스 타운 뉴 킹 스트리트 19에 있는 자기 집 정원에서 천왕성을 관측했으나, 처음에는(1781년 4월 26일) 이를 혜성으로 보고했다. 허셜은 자신이 고안한 망원경을 사용하여 붙박이별들의 시차에 대한 일련의 관측에 몰두했다.
허셜은 자신의 논문에 천왕성을 "황소자리 제타 근처에 있는 성운 비슷한 별 혹은 혜성"이라고 표현했다. 3월 17일 허셜은 다음과 같이 기술했다. "나는 혜성 혹은 성운 비슷한 별을 찾았으며 이제 그 별이 위치를 바꿨다는 점에서 혜성임을 알았다." 그는 자신의 발견 사실을 왕립 학회에 제출할 때 자신이 혜성 하나를 발견했다고 계속 주장하면서도 이를 명시적으로 행성에 비유했다.

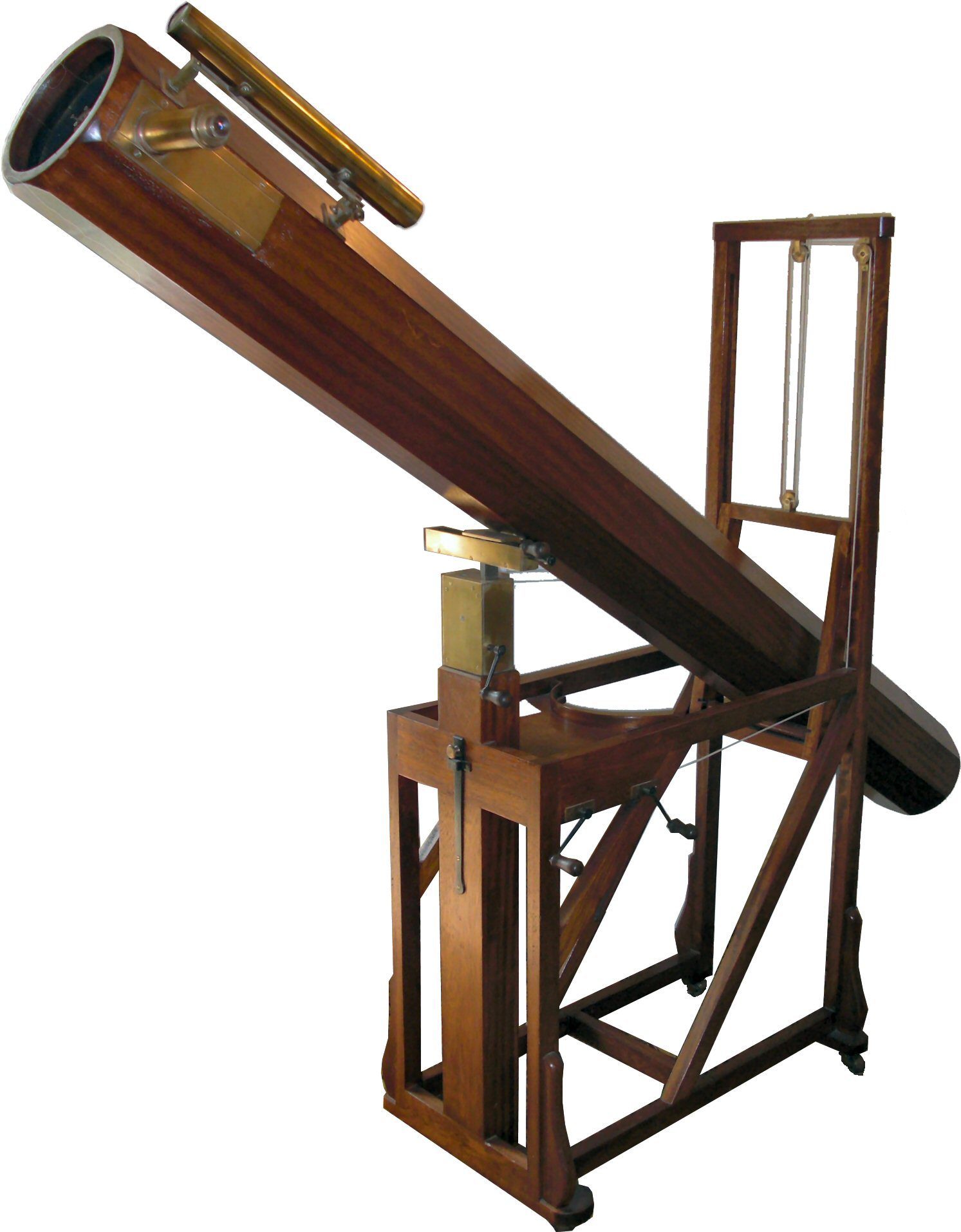
허셜이 천왕성을 발견한 망원경의 모형(윌리엄 허셜 박물관).

허셜은 이 발견을 왕실천문관 네빌 마스켈라인에게 알렸고, 4월 23일에 당황한 마스켈라인의 답신을 받았다. "나는 이걸 뭐라고 해야 할 지 모르겠다. 혜성이 상당히 타원형의 궤도를 도는 데 비해, 이 천체는 마치 행성과 같이 태양을 거의 원형의 궤도로 공전하고 있다. 코마나 꼬리 같은 것은 관측하지 못했다."
허셜은 줄곧 자기가 혜성을 발견했다고 주장했지만, 다른 천문학자들은 이미 다른 경우를 생각하고 있었다. 러시아의 천문학자 앤더스 렉셀은 이 천체의 궤도를 최초로 계산하고, 거의 원형에 가까운 궤도를 보고 혜성보다는 행성에 가깝다고 결론내렸다. 베를린의 요한 엘레르트 보데는 허셜의 발견에 대해 "지금까지 알려져 있지 않은, 토성 너머의 궤도를 공전하는 행성과 같은 천체로 간주할 수 있다". 보데 역시 이 천체를 혜성보다는 행성과 더욱 비슷하다고 결론내렸다.

## 궤도와 회전

천왕성은 태양 주위를 84 지구년에 한 바퀴 돈다. 태양에서의 평균 거리는 3십억 km(약 20 AU)이다.

천왕성은 84년 주기로 태양을 30억 km ( 약 20 천문단위 ) 거리에서 한 바퀴 돈다. 천왕성에서 태양을 본다면 지구에서보다 400배 희미하게 보일 것이다. 궤도 요소들은 피에르-시몽 라플라스에 의해 1783년 처음으로 계산되었다. 이후 1841년 존 카우치 애덤스는 처음으로 천왕성의 중력적 영향에 의한 새로운 행성 예견을 하였으며, 1845년에 르 비에르는 천왕성의 궤도에 대한 독자적인 연구를 시작했다. 1846년 9월 23일, 요한 갓필드 갈레는 새 행성을 찾았으며, 이후 이름을 "해왕성"이라 지었다. 그것은 르 비에르가 예견했던 곳과 매우 비슷한 곳에서 발견된 것이다.
천왕성의 자전 주기는 17시간 14분 정도이다. 그러나, 모든 거대 가스 행성들의 상부 대기는 자전의 방향으로 심한 바람을 받는다. 결국, 실제 보이는 천왕성의 대기는 실제 자전 주기보다 빠르게 움직이며 한번 전체적인 대기가 자전하는데는 14시간도 채 걸리지 않는다.

### 자전축 기울기

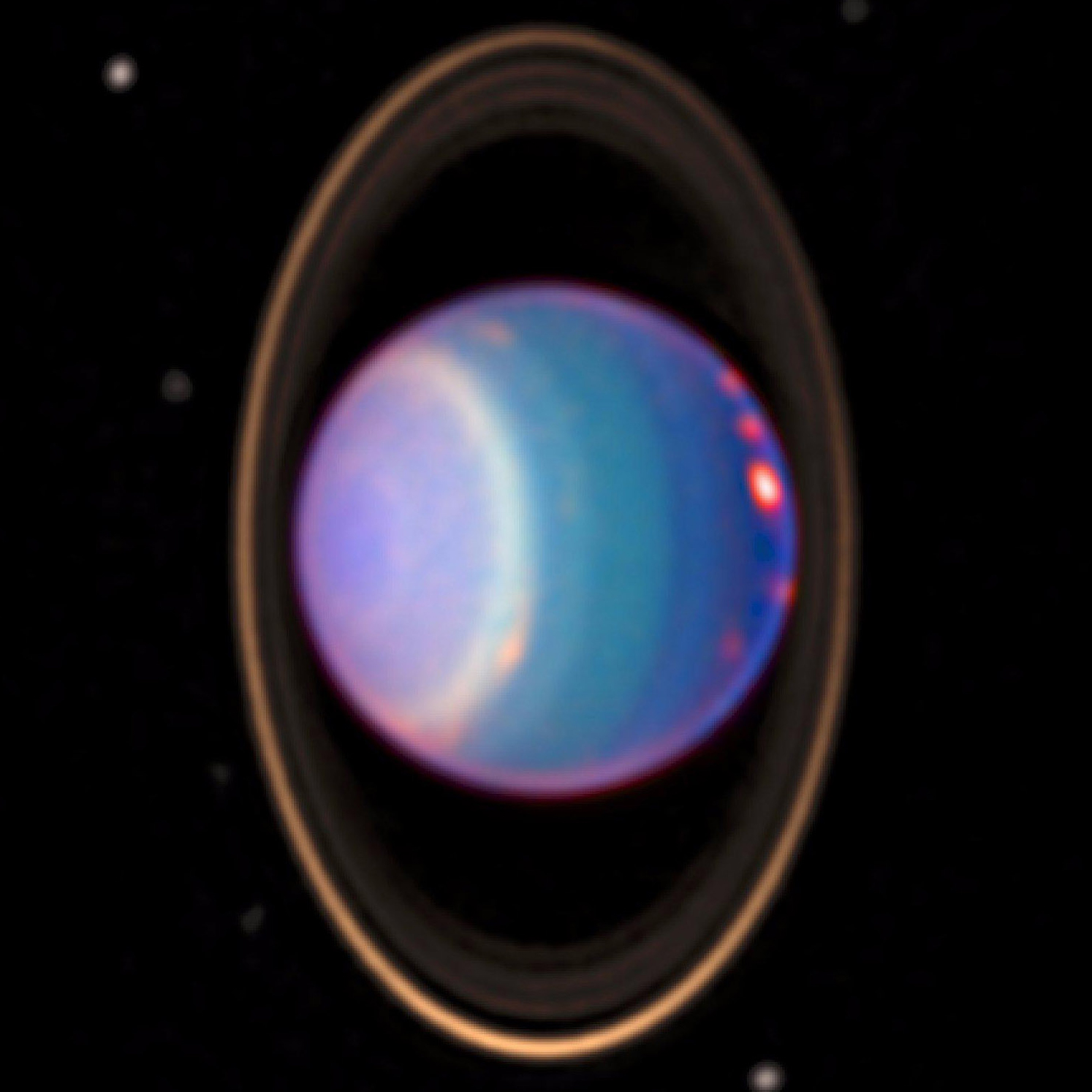
1998년에 근적외선 촬영한 천왕성의 착색 사진으로, 구름의 띠와 고리, 위성이 보인다. 이 사진은 허블 우주 망원경의 NICMOS가 촬영했다.

천왕성의 자전축은 태양계 평면에 거의 누워있다시피 하며, 기울기는 약 98도이다. 이렇게 큰 자전축의 기울기는 천왕성에서의 계절을 다른 행성과 완전히 차이나게 한다. 태양계의 다른 행성들은 기울어진 팽이를 상상하지만 천왕성은 기울어진 구르는 공에 더 가깝다. 천왕성의 지점 부근에서는 극 한쪽 면이 계속 태양을 향하고, 반대쪽 극은 태양을 볼 수 없다. 한쪽의 극은 42년 동안 태양 빛을 받고, 42년 동안 어둠에 놓이게 된다.
결국 이러한 천왕성의 이상한 자전 때문에, 한쪽 극 부분은 적도 부분보다 더 많은 태양의 에너지를 받게 된다.

그럼에도 불구하고, 천왕성의 적도가 오히려 에너지를 더 많이 받는 극보다 따뜻하다. 이러한 이상한 현상은 아무래도 대기의 질량과 그 속에 열을 저장할 수 있는 양이 워낙 크기 때문에 40년 주기의 태양빛/암흑의 반복이 큰 영향을 못 주는 것으로 예상된다.
이 심한 기울기의 원인은 지금까지도 확실히 밝혀지지 않았으며, 태양계 초기에 천왕성이 지구만한 원시행성과 충돌함에 따라 이런 기울어짐이 생겼다고 추정되고 있다. 그러나 이 추정의 경우 지구만한 원시 행성의 충돌시에 잔존 물질들이 모여 위성을 형성 될 가능성이 높으나 천왕성의 주요 위성들이 해왕성의 큰 위성인 트리톤보다 훨씬 작기 때문에 지구만한 천체 충돌의 증거로 부족하다. 따라서 다른 행성들 토성과 해왕성들의 중력의 영향으로 궤도와 기울기에 영향을 줄 가능성도 있다.
1986년 보이저 2호가 지나갈 즈음에는 천왕성의 남극쪽은 태양을 거의 직접 향하고 있었다.

### 가시성
천왕성의 실시 등급은 1995년에서 2006년까지 +5.6과 +5.9 사이에서 변동했으며, 육안 관측 한계인 +6.5 등급보다 밝기 때문에 맨눈으로도 볼 수 있다. 각지름은 3.4 ~ 3.7 각초이며, 16 ~ 20 각초인 토성 및 32 ~ 45 각초인 목성보다는 작다. 천왕성은 깜깜한 하늘에서 육안으로 볼 수 있으며, 쌍안경이 있다면 도시 지역에서도 쉽게 관측할 수 있다. 대물렌즈 구경이 15 ~ 23 cm인 대형 아마추어 망원경으로는 희미한 청록색 원반 모양와 주연감광을 확인할 수 있다. 대물렌즈가 25 cm보다 큰 대형 망원경으로는 구름 모양과 티타니아, 오베론과 같은 큰 위성도 볼 수 있다.

## 천왕성의 구조

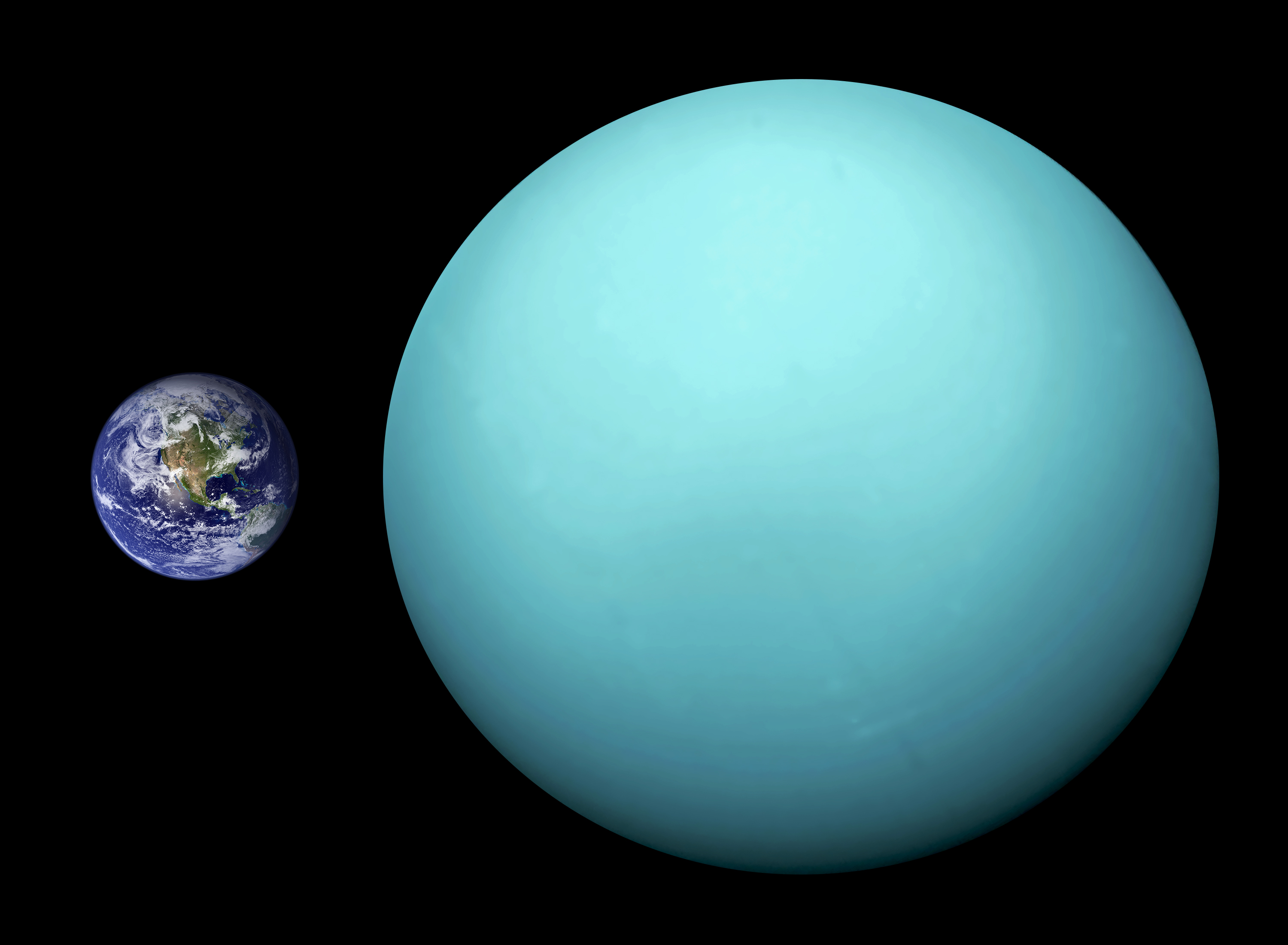
지구와 천왕성의 크기를 비교한 그림.

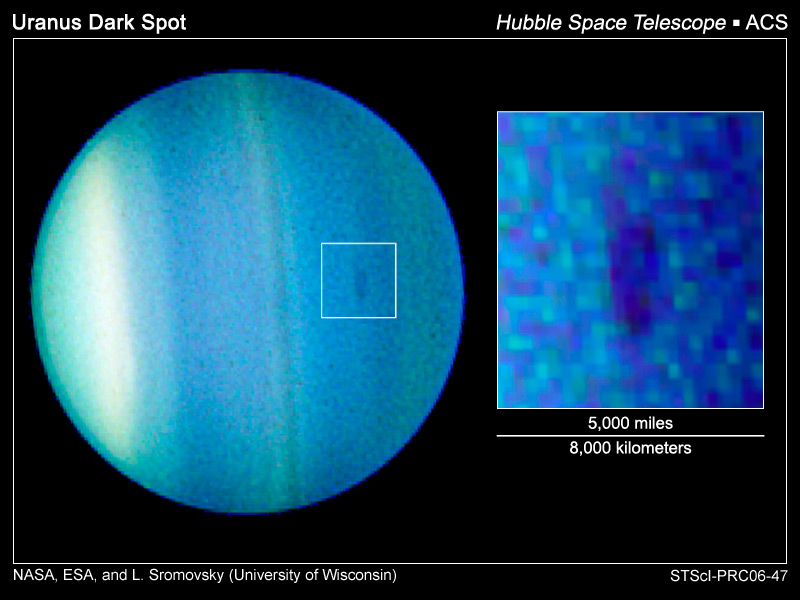
2006년 허블 우주 망원경의 ACS(Advanced Camera for Surveys)가 관측한 천왕성의 기상 현상(사진의 사각형 영역에서 거대한 암점이 보인다).

천왕성의 질량은 지구의 약 14.5배로 가스 행성들 중에서 가장 가볍고 밀도 또한 1.27 g/cm³으로 토성 다음으로 낮다. 천왕성의 반지름은 해왕성보다 조금 더 크나(지구의 4배가 약간 넘음), 밀도가 낮기 때문에 질량은 해왕성보다 작다. 밀도가 낮은 것으로부터 천왕성 내부는 물, 암모니아, 메테인 등 여러 종류의 물질이 섞인 상태에 있음을 추측할 수 있다. 천왕성 내부 얼음 물질의 총질량은 정확히 알려져 있지 않으며 선택된 모형에 따라 다른 값이 도출된다. 그러나 여러 모형에 근거할 때 얼음 물질의 질량은 지구의 9.3 ~ 13.5배 정도일 것이다. 수소와 헬륨이 천왕성 전체 질량에서 차지하는 비율은 매우 작은데, 그 질량은 지구의 0.5 ~ 1.5배에 불과하다. 얼음 물질과 가벼운 기체 물질을 제외한 나머지 질량(지구 질량의 0.5 ~ 3.7배)은 암석 물질일 것으로 생각된다.
천왕성 내부는 표준 모형에 따르면 세 부분으로 나뉜다. 중심부에는 암석 물질의 핵이 있고 그 위로 얼음 혼합물로 구성된 맨틀이 있으며 가장 바깥 층은 수소와 헬륨으로 이루어진 기체층이다. 천왕성의 중심핵 질량은 지구의 0.55배이며 반지름은 천왕성 크기의 20퍼센트 정도로 전체에 비해 상대적으로 크기가 작다. 맨틀이 천왕성 부피의 대부분을 차지하며 그 질량은 지구의 13.4배 정도이다. 최상층의 가벼운 원소로 이루어진 대기층 질량은 지구의 0.5배에 두께는 천왕성 반지름의 20퍼센트 정도이다. 천왕성 핵의 밀도는 약 9g/cm³로, 여기에는 800만 바(800 기가파스칼)에 이르는 압력이 가해지고 있으며 온도는 5000 켈빈이다. ‘얼음’ 맨틀층은 우리가 생각하는 상식적인 차가운 얼음으로 이루어진 것이 아니라, 압력으로 뜨겁게 가열된 물, 암모니아, 기타 휘발성 물질들이 농밀하게 흐르고 있는 상태이다. 이 유체(流體)를 물-암모니아 바다로 부를 때도 있다. 천왕성과 해왕성 내부는 목성 및 토성 내부와 매우 다른데, 전자 둘은 가스층 아래 얼음 맨틀이 부피 대부분을 차지하나 후자 둘은 가스가 대부분을 구성하고 있다.
위에 설명한 가설 모형 외에도 다른 내부구조 가설들이 있으나 이들의 주장 또한 그리 천왕성의 물리적 수치에 모순되지 않는다. 예를 들어 만약 상당량의 수소와 암석 물질이 얼음 맨틀에 섞여 있을 경우 맨틀 내 얼음 질량은 표준 모형이 주장하는 바에 비해 줄어들 것이며 얼음이 줄어든 만큼 기체 및 암석 물질의 질량이 많다고 해석이 가능하다. 현재 천왕성의 물리적 측정치만으로는 어떤 모형이 정확한지를 판별할 수 없다. 천왕성 내부가 유체 형태라는 사실로부터 딱딱한 표면이 없을 것임을 추측할 수 있다. 기체로 이루어진 대기 밑으로 점차 하강할수록 구성 물질들은 액체에 가까워질 것이다. 편의상 대기압이 1바(100킬로파스칼)인 지점을 회전 타원체의 ‘표면’이라고 정의하고 있다. 이 정의에 따르면 천왕성의 적도 반지름과 극반지름은 각각 25,559 ± 4 km, 24,973 ± 20 km가 된다. 본 문서의 고도 관련 내용은 위 정의에 따라 계산한 것이다.
《네이처 피직스》 최근호에 실린 미국 로렌스 리버모어 국립 연구소의 존 에거트 박사의 논문에 따르면 해왕성과 천왕성의 바다는 다이아몬드 바다일 가능성이 있다. 그 액체 다이아몬드 바다 위에는 다이아몬드 덩어리들이 떠다닐 것이라고 한다.

### 내부열
천왕성의 내부 열은 다른 거대한 행성들 열보다 낮으며, 천문학적인 용어로는 열유속이 낮다라고 나타낸다. 천왕성의 내부열은 왜 낮는지는 여전히 이해가 안가는 현상이다. 천왕성의 크기와 구성요소가 쌍둥이 같은 해왕성은 태양으로부터 받는 에너지의 2.61 배를 우주로 방출하지만, 천왕성은 과도한 열을 거의 방출하지 않는다. 스펙트럼의 한 부분인 먼적외선 (즉 열을 뜻함) 천왕성에 의해 방출되는 총 에너지는 대기에서 흡수 된 태양열 에너지의 1.06 ± 0.08 배이다. 천왕성의 열 유속은 단지 0.042 ± 0.047 W / m2이며, 이는 지구의 내부 열 유속보다 약 0.075W / m2 낮다. 천왕성의 권계면(대류권과 성층권 사이)에 기록 된 최저 기온은 49 K (-224.2 ° C; -371.5 ° F)이며 천왕성은 태양계에서 가장 차가운 행성이된다. 차이에 의한 한 가설은 원시의 열이 초대형 임팩터 (태양의 약 5만배)와 충돌하였을 때, 고갈 된 내부 온도가 남았음을 의미한다. 이 충격적인 가설은 또한 행성의 축 방향 기울기를 설명하기위한 몇 가지 시도에서 사용된다. 또 다른 가설은 천장의 열이 표면에 도달하는 것을 막는 천왕성 상부층에 어떤 형태의 장벽이 존재한다는 것이다. 이 충격적인 가설은 또한 행성의 축 방향 기울기에 대한 설명으로도 사용된다. 또 다른 가설은 천왕성의 성층에 존재하는 장층의 형태를 한 것이 내부열이 천왕성 표면으로부터 가는 것을 막는다고 한다. 예를 들어 대류는 샹향 열이 변형되는 걸 억제하는 다른 층의 구조의 장소에서 아마 이중 확산대류가 제한요소일 수 있다.

## 천왕성의 대기
천왕성 내부에는 고체 표면이 없는 것으로 생각되지만 천왕성의 기체 외피 가장 바깥쪽 부분에는 원격 탐사가 쉬운 부분이 있는데, 여기를 천왕성의 대기라고 부른다. 천왕성의 대기는 대략 300 km 아래, 압력이 1 바(100 kPa)이고 온도는 320 켈빈인 곳까지 원격 탐사가 가능하다. 미약한 코로나는 1 바 압력의, 명목상의 ‘표면’에서 행성 반경의 두 배 이상 펼쳐져 있다. 천왕성의 대기는 3개의 층으로 나뉜다. 고도 -300 ~ 50 km에 압력 100 ~ 0.1 바(10 MPa ~ 10 kPa)인 대류권, 고도 50 ~ 4000 km에 압력 0.1 ~ 10-10 바(10 kPa ~ 10 µPa)인 성층권, 그리고 고도 4000 km ~ 표면으로부터 50000 km 높이까지 펼쳐진 열권과 코로나층이 그것이다. 중간권은 없다.
천왕성의 대기에는 수소가 약 83%, 헬륨이 15%, 메탄 2% 등이 포함되어 있으며, 반사율이 높은 암모니아와 황이 대기의 깊숙이 있을 것이다. 천왕성의 대기는 태양빛의 적색 파장을 흡수하고 청색과 녹색의 파장 상당량을 반사하기 때문에 전체적으로 청록색을 띤다.
한편, 천왕성의 대기 조성, 대류권, 대기 상층부에 대해서는 알려진 바가 없다.

## 행성 고리

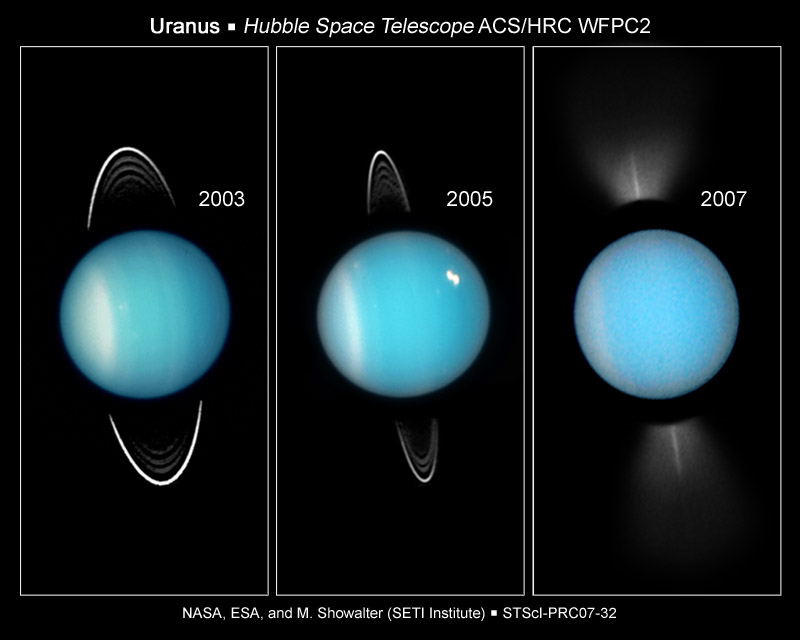
2003년부터 2007년까지의 천왕성의 고리 변화(2005년의 천왕성에서는 밝은 구름이 보인다)

천왕성은 희미한 행성 고리를 지니는데 직경 10미터까지의 어두운 미립자로 구성되었다. 이는 태양계에서 토성 다음으로 두 번째로 발견된 고리이다. 구분되는 13개의 고리들이 현재 알려져 있고 가장 밝은 고리는 엡실론 고리이다. 천왕성의 고리들은 오래 되지 않았을 가능성이 있다. 이들의 투명도의 차이나 틈은 이들이 천왕성과 함께 형성되지 않았음을 시사한다. 고리를 이루는 물질은 고속 충돌이나 조석력으로 인해 부서진 위성이었을 수 있다.

## 천왕성의 자기장
정확히 알려진 바는 없으나 자기장이 존재한다.

## 천왕성의 기후

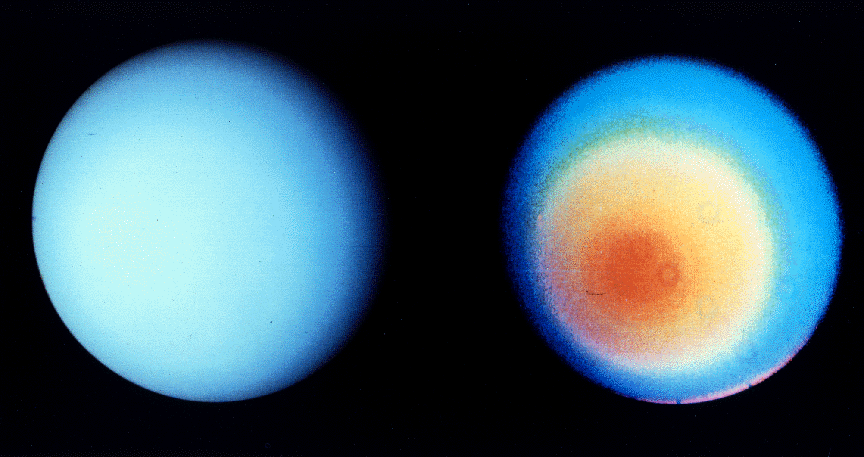
천왕성의 남반구를 찍은 사진. 왼쪽은 거의 자연색에 가까운 것이고, 오른쪽은 좀더 짧은 파장에서 촬영한 것으로 희미한 구름의 띠가 나타나 있다. 보이저 2호 촬영.

자외선과 가시광선 파장에서 천왕성을 보면, 천왕성의 대기는 다른 거대 가스 행성들과는 달리 매우 고요하며, 쌍둥이격인 해왕성과도 큰 차이를 보이고 있다. 보이저 2호가 1986년에 해왕성을 접근 통과했을 당시, 보이저가 발견한 특이한 구름은 행성 전체에 10개 뿐이었다. 이 ‘특징이 없는 특징’은 천왕성의 내부열이 다른 가스 행성보다 현저히 낮기 때문이다. 천왕성의 대류권 계면에서 가장 낮은 온도는 49 K로, 태양에서 가장 먼 행성인 해왕성보다도 오히려 온도가 낮아 태양계에서 가장 추운 행성으로 기록되고 있다.

### 구름과 바람
천왕성은 핵이 수축하지 않아 대기가 매우 안정적이며, 바람이 거의 불지 않는다. 그러나 최근에 여러 구름과 바람이 부는 것이 망원경에 포착되어 관측의 대상이 되었다

### 계절의 변화

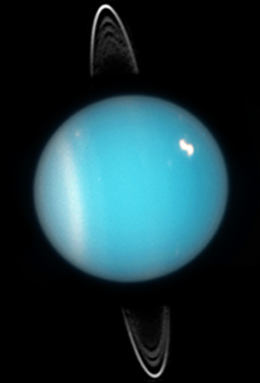
2005년의 천왕성. 북반구의 밝은 구름이 보인다(HST ACS 사진).

2004년 3월부터 그해 5월까지의 짧은 기간동안, 천왕성의 대기에 커다란 구름들이 여럿 나타나 마치 해왕성과 같은 모습이 되었다. 관측 결과 229 m/s(824 km/h)라는 기록적인 속도의 바람과 “독립 기념일 불꽃놀이” 만큼 격렬하고 지속적인 뇌우가 발견되었다. 2006년 8월 23일에 우주과학 연구소(콜로라도주 볼더 소재)와 위스콘신 대학교 소속의 연구진이 천왕성 표면의 검은 점을 관측했고, 천문학자들은 천왕성의 대기 활동에 대해 보다 많은 사실을 알게 되었다. 왜 천왕성의 대기 활동이 이렇게 갑자기 급증했는지는 확실히 알 수 없지만, 천왕성의 극단적인 자전축 기울기가 계절별로 극단적인 날씨 변화를 만들어 내는 것으로 보인다. 천왕성 대기에 대한 믿을 만한 데이터가 1 천왕성년인 84 지구년 이상 축적되어 있지 못하기 때문에, 이 계절 변화의 종류를 단정하기는 어렵지만 여러 가지 연구가 진행 중이다. 약 반 천왕성년동안 진행된 광도 측정(1950년대에 시작) 결과 두 개의 분광 대역의 밝기에서 주기적인 변동이 나타났는데, 최댓값은 지점에서 최솟값은 분점에서 나타났다. 1960년대에 시작된 대류권 심층부 마이크로파 측정에서도 지점에서 최댓값이 나타나는 비슷한 주기성이 발견되었다. 1970년대부터는 성층권의 온도 측정이 시작되었는데 이 역시 1986년, 지점 위치에서 최댓값을 보였다.

## 천왕성의 위성

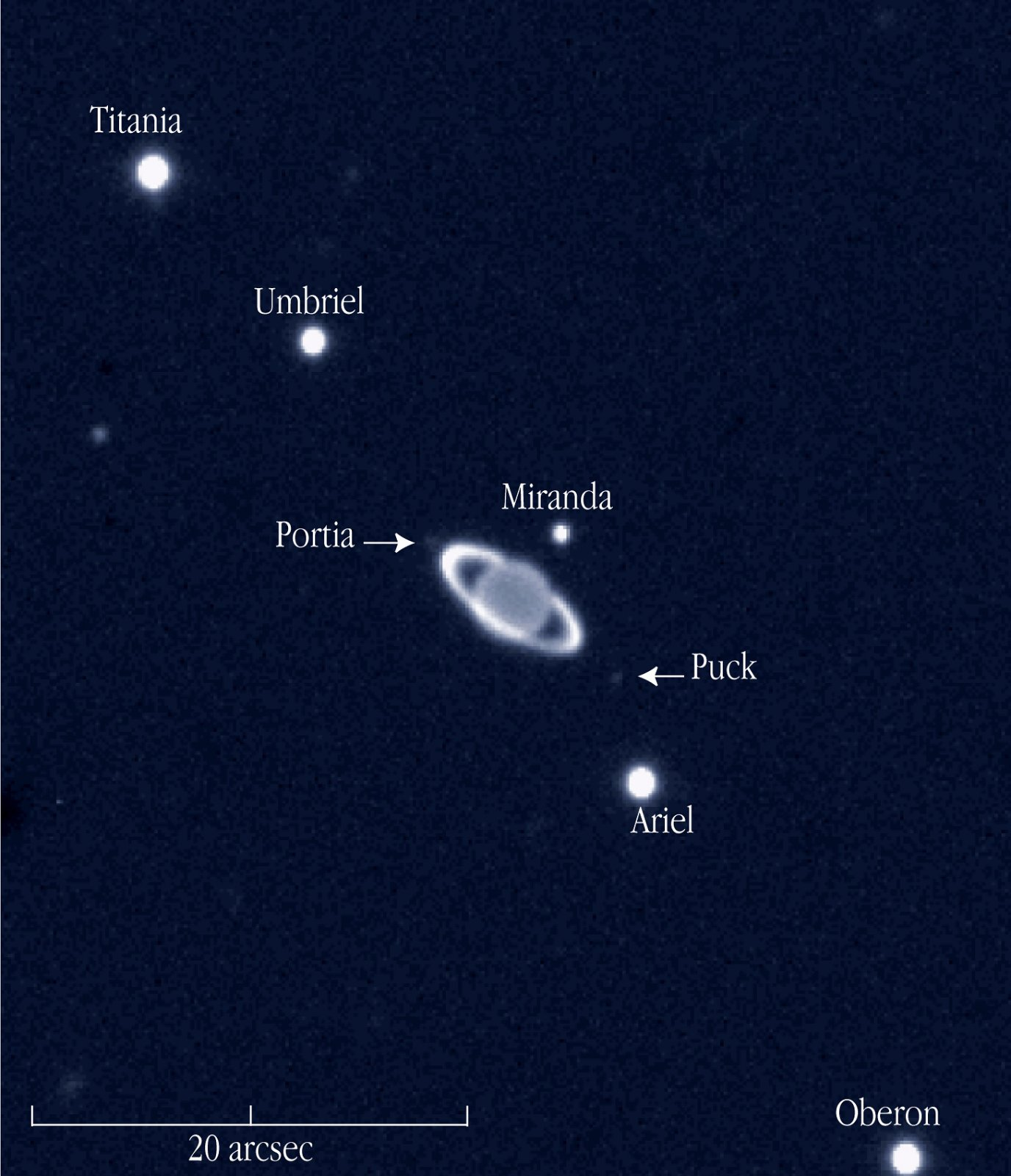
2002년 11월 19일 ESO(유럽 남방 천문대)의 파리날 천문대(칠레)에 있는 구경 8.2m VLT(초거대 망원경)로 촬영한 천왕성과 위성들(근적외선 촬영). 맨 위에서부터 천왕성의 주요 위성인 티타니아, 움브리엘, 미란다, 아리엘, 오베론과 고리가 뚜렷하게 보이고, 고리의 양 끝에 포르티아(고리 왼쪽 끝)와 퍽(고리 오른쪽 끝)이 희미하게 보인다(사진 왼쪽에 희미하게 보이는 천체는 천왕성의 위성이 아닌 멀리 있는 배경별이다).

천왕성의 위성은 현재까지 27개가 발견되었다. 중요한 5개의 위성으로는 미란다, 아리엘, 움브리엘, 티타니아, 오베론을 들 수 있다. 이 5대 위성들의 이름은 셰익스피어의 희곡과 알렉산더 포프의 시에 나오는 요정들의 이름을 따서 지어진 것이다. 천왕성의 위성계는 4개의 가스 거대 행성중 가장 협소하며, 5대 위성의 총 질량이 해왕성의 위성인 트리톤 하나의 절반도 못미친다. 가장 큰 위성인 티타니아의 크기는 겨우 788.9km이고, 이것은 달의 절반에도 못 미친다. 하지만, 레아라는 토성의 두 번째 큰 위성보다 조금 크기 때문에, 티타니아는 태양계에서 여덟 번째로 큰 위성이다. 위성들은 대부분 상대적으로 적은 알베도(반사율)을 가지고 있으며, 움브리엘의 0.20부터 아리엘의 0.35까지 분포한다. 달들은 50% 얼음과 50%의 석질로 대부분 이루어져있으며, 얼음들은 암모니아와 이산화탄소 등으로 이루어져있음으로 추정된다.
이 위성들중에 아리엘은 적은 충돌크레이터와 함께 가장 표면이 젊고, 움브리엘이 가장 늙은 표면을 가진 것으로 보인다. 미란다의 단층 협곡은 20km정도로 깊으며, 표면 나이와 형질이 혼란스러울 정도로 다양한 위성이다. 미란다의 과거 지질적 활동성은 궤도가 지금보더 더 타원에 가까웠던 때의 조석열때문으로 추정되며, 움브리엘과의 3:1 궤도 공명 구조에 의해 생긴 조석열으로 추정된다. 비슷하게, 아리엘과 티타니아 역시 4:1 궤도 공명을 가지고 있는 것으로 추정된다.

## 천왕성 탐사

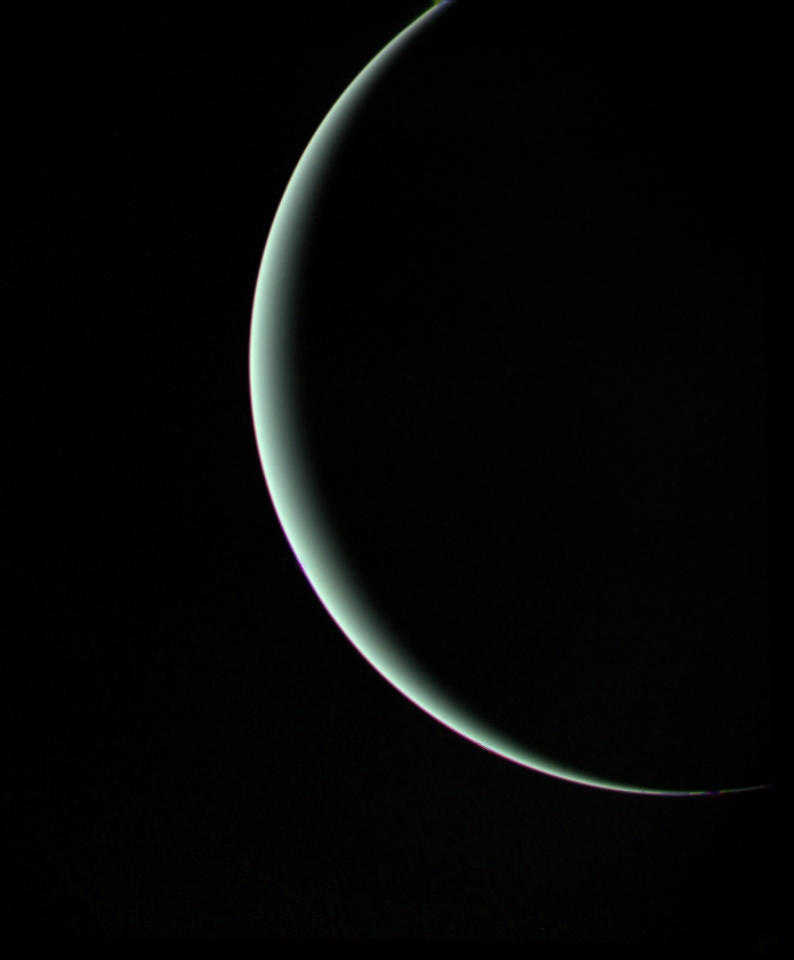
보이저 2호가 해왕성을 향해 떠나면서 뒤돌아본 초승달 모양의 천왕성

미국 항공우주국의 보이저 2호만이 천왕성을 탐사해보았으며, 다른 탐사 계획 역시 없는 상태이다. 1977년 발사된 보이저 2호는 1986년 1월 24일 천왕성의 대기 최상단으로부터 81,500 km 지점까지 근접하였다. 보이저 2호는 천왕성 대기의 구조와 화학적 성분을 분석하였고, 10개의 새로운 위성을 발견하였으며, 97.77°라는 축 기울기 때문에 생기는 천왕성 특유의 기상 상태를 측정하였고, 고리들과 자기장을 탐사했다. 자기장은 보통과 다른 구조를 보여주었다. 또한 천왕성의 5대 위성을 처음으로 자세하게 연구하였고, 지금까지 알려진 9개의 고리계를 모두 탐사했고, 2개의 새로운 고리를 찾았다.

### 내용주
1. ↑  I don't know what to call it. It is as likely to be a regular planet moving in an orbit nearly circular to the sun as a Comet moving in a very eccentric ellipsis. I have not yet seen any coma or tail to it
2. ↑  a moving star that can be deemed a hitherto unknown planet-like object circulating beyond the orbit of Saturn
3. ↑  엄밀히 말해, 양 극이 집중적으로 태양을 향하는 나머지 기간은, 구르는 적도면이 주로 태양을 받게 된다.
4. ↑  오히려 지극히 당연한 일이다. 공전주기 84년 중 21년 씩, 양 극이 번갈아 받고, 나머지 42년은 구르는 적도면이 골고루 태양을 받기 때문이다.
5. ↑  원문: "Fourth of July fireworks"

## 같이 보기
- 태양계
- 해왕성
- 목성
- 토성
- 태양계 외행성 식민화
- 우라늄